# Yip Harburg
Edgar Yipsel Harburg (Nueva York, 8 de abril de 1896 - Hollywood, 5 de marzo de 1981) ―también conocido como Yip Harburg― fue un letrista y compositor de canciones estadounidense de música popular, que trabajó con muchos conocidos compositores. Escribió la letra de las canciones estándares:
«Brother, can you spare a dime?» (‘hermano, ¿me darías diez centavos?’),
«April in Paris» (‘abril en París’),
«It's only a paper moon» (‘es solo una luna de papel’), y
las canciones de la película El mago de Oz, que incluían a «Over the rainbow» (‘más allá del arcoíris’).

## Vida y carrera
Harburg nació con el nombre Isidoro Hochberg en el Lower East Side de Nueva York.
Fue el menor de cuatro hijos sobrevivientes (de diez). Sus padres se llamaban Lewis Hochberg y María Ricing.
Eran judíos ortodoxos,
ídishablantes,
que habían emigrado de Rusia.
El apodo de Harburg, Yipsel (a menudo abreviado Yip) surgió de la pronunciación usual inglesa del acrónimo YPSL (Young People’s Socialist League: Liga Socialista de Jóvenes), de la que era miembro. Algunos creían erróneamente que yipsel era una palabra en idioma ídish, que significaba ‘ardilla’.
Más tarde, adoptó el nombre Edgar Harburg. Era más conocido como Edgar Yip Harburg. Asistió a la Townsend Harris High School, donde conoció a su compañero de clase Ira Gershwin, con quien le unía su afición compartida por Gilbert y Sullivan, trabajaron juntos en el periódico de la escuela y se hicieron amigos de por vida. Al egresar de la secundaria, asistieron a la universidad City College (que más tarde formaría parte de la City University of New York).
Después de graduarse de la universidad, con el fin de evitar ser reclutado para ir a pelear en la Primera Guerra Mundial (a la que se oponía como un socialista comprometido), Harburg viajó a Montevideo (Uruguay).
Consiguió trabajó como capataz en una fábrica. Tres años después, cuando terminó la guerra (en 1918), Harburg regresó a Nueva York, donde se casó y tuvo dos hijos y empezó a escribir versos ligeros para los periódicos locales. Se convirtió en copropietario de la empresa Consolidated Electrical Appliance. La compañía se declaró en quiebra a raíz de la crisis de 1929, dejando a Harburg «con una deuda entre 50 000 y 70 000 dólares estadounidenses», que él insistiría en pagar en el transcurso de las siguientes décadas. En este punto, Ira Gershwin lo convenció en que debería comenzar a escribir letras de canciones.
Gershwin introdujo Harburg a Jay Gorney, quien le puso música a muchas letras de Harburg. Juntos hicieron un espectáculo en Broadway, Sketchbook Earl Carroll, que fue un éxito y Harburg fue contratado como letrista de una serie de revistas de éxito, incluyendo Americana (en 1932). Allí publicó su letra de Brother, can you spare a dime? con la melodía de una canción de cuna que Gorney había aprendido cuando era niño, en Rusia. Esta canción barrió la nación, convirtiéndose en un himno de la Gran Depresión (otro nombre de la crisis de 1929).
Harburg y Gorney obtuvieron un contrato con la empresa cinematográfica Paramount. En Hollywood, Harburg trabajó con los compositores
Harold Arlen,
Lane Burton,
Jerome Kern,
Jule Styne y
Duke Vernon.
Escribió las letras de las canciones de la película El mago de Oz por la que ganó el premio Óscar a la mejor canción original por «Over the rainbow».
Por su trabajo en El mago de Oz, su hijo (y biógrafo) Ernie Harburg dice:

Yip también escribió todos los diálogos relacionados con las entradas de las canciones, y describió los escenarios, y también escribió la parte en la que todos dieron el corazón, el cerebro y los nervios. Porque él era el editor final del guion. Y él ―ya habían pasado once guionistas― juntó todo, escribió sus propias líneas y le dio a esa obra una coherencia y unidad que la convirtió en una obra de arte. Pero no fue reconocido por eso. Solo pusieron: «Letra de Y. E. Harburg». Sin embargo, él puso su influencia en esto.
Ernie Harburg

Trabajar en Hollywood no detuvo la carrera de Harburg en Broadway. En los años cuarenta escribió una serie de guiones para musicales con mensajes sociales, como la muy exitosa Bloomer Girl (acerca de la activista Amelia Bloomer) y sus espectáculo de Broadway más famosos, Finian's Rainbow (1947), que quizá fue el primer musical Broadway con un coro integrado por personas con distinto color de piel (en Estados Unidos existió el apartheid hasta 1965), donde cantaban el poema de Harburg «When the idle poor become the idle rich» (‘cuando el pobre ocioso se vuelve en el rico ocioso’). Esta obra tuvo grandes revivals (1955, 1960, 1967 y 2009), y también fue convertida en película (en 1968), protagonizada por Fred Astaire y Petula Clark, dirigidos por Francis Ford Coppola.
En 2004, el Irish Repertory Theatre la presentó off-Broadway, protagonizada por Melissa Errico y Jonathan Freeman, con una muy buena acogida.
En marzo de 2009, la serie New York City Center Encores! realizó una versión de concierto que fue aclamada por la crítica. Dirigida y coreografiada por Warren Carlyle, estuvo protagonizada por la ganadora del premio Tony, Jim Norton y Kate Baldwin como Finian y Sharon, con Cheyenne Jackson como Woody y Jeremy Bobb como Og, el duende.
El 29 de octubre de 2009 comenzó otro revival en el Teatro St. James (de Broadway) con la mayor parte del elenco de los Encores!

## Últimos años
Fiel a su ideología fuertemente izquierdista, Harburg apoyó la campaña presidencial de 1948 de Henry Wallace, y escribió la letra de la canción de su campaña: «A todo el mundo le gusta Wallace, el amistoso Henry Wallace».
Era un socialdemócrata rooseveltiano, pero fue tildado de pinko (alguien con simpatía hacia los comunistas, pero que no llega a ser un «rojo»), lo que le valió su carrera en Hollywood. Él se conformaba diciendo que Broadway era el único lugar en donde un artista podía practicar su arte, si tenía dinero.
Desde alrededor de 1951 hasta 1962, Yip Harburg fue víctima de las listas negras de Hollywood, cuando los jefes de estudios prohibía que se contratara a cualquiera que tuviera una participación real o supuesta con las ideas del socialismo, o alguna simpatía con el Partido Comunista de Estados Unidos. Aunque no pudo trabajar en Hollywood, sin embargo, Harburg siguió escribiendo comedias musicales de Broadway, entre las cuales estuvo Jamaica, protagonizada por Lena Horne.

## Muerte
Se informó incorrectamente que Yip Harburg murió en un accidente de tránsito. Su muerte, el 5 de marzo de 1981 sucedió debido a un ataque al corazón mientras había detenido su automóvil en un semáforo en Sunset Boulevard, en Hollywood. Fue incinerado y sus cenizas esparcidas en el mar.

## Premios y reconocimientos
En 1940 Harburg ganó un Óscar, compartido con Harold Arlen, a la mejor canción original por El Mago de Oz (de 1939).
Además, fue nominado a un Óscar a la mejor música original, junto con Arlen, por Cabin in the Sky (de 1943) y la mejor canción original por «Can’t help singing» (‘no puedo dejar de cantar’), que compartió con Jerome Kern en (1944).
En 1972, Harburg fue introducido en el Salón de la Fama de los Compositores.
Era muy amigo de Karl Malden.
En abril de 2005, el Servicio Postal de Estados Unidos emitió una estampilla conmemorativa reconociendo sus logros.
El sello presenta una imagen tomada por la fotógrafa Barbara Bordnick en 1978, junto con un arco iris y la letra de «Over the rainbow». La ceremonia se llevó a cabo en la Calle 92.ª de Nueva York.
37 USA
somewhere over
the rainbow
skies are blue...
YIP HARBURG

## Canciones
- 1939: "Over the rainbow".
- 1932: "Brother, can you spare a dime?" con el compositor Jay Gorney.
- 1943: "Cabin in the Sky" con Harold Arlen.
- 1944: "Bloomer Girl" con Harold Arlen.
- "April in Paris"
- "It's only a paper moon"
- "Lydia the tattooed lady"
- "How are things in Glocca Morra?"
- "Old Devil Moon"
- "Then I'll be tired of you"
- "When the idle poor become the idle rich"
- "Down with love"
- "Free and equal blues", interpretado por Josh White

## Revistas de Broadway
- 1929: Earl Carroll's Sketchbook of 1929, compuso la letra y la música con Jay Gorney.
- 1930: Garrick Gaieties, colaboró en las letras.
- 1930: Earl Carroll's Vanities of 1930, colaboró con las canciones.
- 1930: The Vanderbilt Revue, colaboró en las letras.
- 1931: Ziegfeld Follies of 1931, letrista de «Mailu».
- 1931: Shoot the Works, compositor y letrista.
- 1932: Ballyhoo of 1932, letrista.
- 1932: Americana, letrista. The Revue include "Brother Can You Spare a Dime?"
- 1932: Walk A Little Faster, letrista.
- 1934: Ziegfeld Follies of 1934, letrista primario (de la mitad de los números).
- 1934: Life Begins at 8:40, coletrista con Ira Gershwin.
- 1936: The Show is On, letrista principal.
- 1945: Blue Holiday, elenco de todos negros; como compositor y letrista.
- 1953: At Home With Ethel Waters, letrista principal.

Después de su retiro, y póstumos:
- 1980: A Day in Hollywood / A Night in the Ukraine, letrista invitado, por "Over the rainbow".
- 1986: Jerome Kern Goes to Hollywood, letrista invitado por Jerome Kern.
- 2002: Mostly Sondheim, letrista principal.

## Musicales de Broadway
- 1937: Hooray for What!, letrista y creador de la idea.
- 1940: Hold on to Your Hats, letrista.
- 1944: Bloomer Girl, letrista, creador de la idea y director de los números musicales.
- 1947: Finian's Rainbow, letrista, creador de la idea y coguionista.
  - 1955, 1960 y 2009: revivals.
- 1951: Flahooley, letrista, creador de la idea, originador y coguionista.
- 1957: Jamaica, letrista,, originador y coguionista; fue nominado a los premios Tony como mejor musical.
- 1961: The Happiest Girl in the World, creador de la idea y letrista con música de Jacques Offenbach, creador de la historia, basada en Lisístrata, de Aristófanes.
- 1968: Darling of the Day, letrista.

## Películas
- 1933: Moonlight and Pretzels
- 1936: The Singing Kid
- 1936: Golddiggers of 1937
- 1939: The Wizard of Oz
- 1939: At the Circus
- 1941: Babes on Broadway
- 1942: Ship Ahoy
- 1943: Cabin in the Sky; en esta obra, la canción de Harburg «Aint it the Truth» (‘¿No era la Verdad?’), que expresaba escepticismo religioso, fue borrada[11]
- 1944: Can't help singing
- 1962: Gay Purr-ee
- 1968: Finian's Rainbow

## Libros
- 1965: Rhymes for the irreverent
- 1976: At this point in rhyme.
- 2000: Over the rainbow.